# Quercus cantabrica
Quercus cantabrica là một loài thực vật có hoa trong họ Cử. Loài này được C.Vicioso miêu tả khoa học đầu tiên năm 1950.